# 李承恩 (记者)
李承恩（英語：Euna Lee，又譯作李麗娜、李雲娜，1972年—），美國籍韓裔女記者。出生、成長於韓國，而後去美國攻讀舊金山藝術大學電影與廣播美術院系。與演員麥克·塞爾戴特結婚並有一女漢娜。自2005年起，在潮流電視台工作。
2009年3月17日，因與美國另一記者凌志美從中華人民共和國無簽證入境朝鮮，被北韓方面拘留，並以“非法入境罪”和“敵視朝鮮民族罪”判處其12年勞動改造。經美國前總統比爾·克林頓的交涉，得到金正日的特赦，已於2009年8月5日離開平壤，並返回洛杉磯。